# Walter Knauer
Walter Knauer (* 21. Juni 1937 in Thann; † 27. Juli 2013 in Neustadt bei Coburg) war ein bayerischer Landespolitiker (SPD). Von 1986 bis 1998 war er Mitglied des Bayerischen Landtags. Gewählt wurde er als oberfränkischer Listenkandidat seiner Partei.

## Leben
Als ehrenamtlicher Funktionär der Arbeiterwohlfahrt wirkte Knauer 1989 und 1990 maßgeblich beim Wiederaufbau der Arbeiterwohlfahrt in Thüringen mit und gründete gemeinsam mit der Allgemeinmedizinerin Renate Greiner und dem Sozialmanager Edmund Fröhlich am 18. Februar 1990 in Sonneberg die AWO in der DDR – 57 Jahre nach ihrem Verbot durch die Nationalsozialisten.
Anfang Februar 2009 spielte Knauer öffentlich mit dem Gedanken, für die Partei Die Linke als Direktkandidat im Kreis Coburg-Kronach anzutreten. Er entschied sich dagegen, nachdem Uwe Hiksch zum Direktkandidaten gewählt wurde.